# Chludowo (gromada)
Chludowo – dawna gromada, czyli najmniejsza jednostka podziału terytorialnego Polskiej Rzeczypospolitej Ludowej w latach 1954–1972.
Gromady, z gromadzkimi radami narodowymi (GRN) jako organami władzy najniższego stopnia na wsi, funkcjonowały od reformy reorganizującej administrację wiejską przeprowadzonej jesienią 1954 do momentu ich zniesienia z dniem 1 stycznia 1973, tym samym wypierając organizację gminną w latach 1954–1972.
Gromadę Chludowo z siedzibą GRN w Chludowie utworzono – jako jedną z 8759 gromad na obszarze Polski – w powiecie poznańskim w woj. poznańskim, na mocy uchwały nr 33/54 WRN w Poznaniu z dnia 5 października 1954. W skład jednostki weszły obszary dotychczasowych gromad Chludowo (bez części obszarów niezabudowanych, będących w administracji M.O.N.) i Golęczewo (bez części obszarów niezabudowanych, będących w administracji M.O.N.) ze zniesionej gminy Piątkowo w powiecie poznańskim, a także obszar dotychczasowej gromady Zielątkowo ze zniesionej gminy Oborniki-Południe w powiecie obornickim w tymże województwie. Dla gromady ustalono 19 członków gromadzkiej rady narodowej.
31 grudnia 1971 gromadę zniesiono, a jej obszar włączono do gromady Suchy Las w tymże powiecie.